# Tornado de Dolores de 2016
El Tornado de Dolores fue un tornado EF3-EF4 en la escala Fujita mejorada, con vientos de aproximadamente 219 km/h a
322 km/h, ocurrido desde las 16:11 hasta las 16:23 del 15 de abril de 2016 en la Ciudad de Dolores, Departamento de Soriano, Uruguay.

## Antecedentes
El antecedente más importante uruguayo fue el tornado EF4 en la localidad Fray Marcos, en el departamento de Florida, en la tarde del 21 de abril de 1970 (55 años). En Dolores, la rutina y tranquilidad de los habitantes del pueblo se vieron abruptamente interrumpidas por la llegada de un tornado EF3, probable EF4, que arrasó con todo lo que había a su paso, dejando un saldo de 5 muertos y cerca de 200 heridos. Es así que el tornado de Dolores se considera el segundo más devastador de la República Oriental del Uruguay.

## Consecuencias
Causó 5 muertes, 200 heridos, más de 9000 damnificados y 35 millones de dólares estadounidenses en pérdidas materiales. Con automóviles volcados en las calles, árboles arrancados de cuajo,cables eléctricos, escombros y chapas volando y estrellándose contra los cristales y 200 casas tuvieron daños muy importantes. Esto se explica dado que el tornado se formó en las afueras del área suburbana y atravesó la ciudad de lado a lado, hecho poco común en el país, dado que la mayoría de los tornados previos habían ocurrido en localidades aisladas, con poca población.